# Walter Klein (Schriftsteller)
Walter Klein (geboren 12. Oktober 1917 in Wien, Österreich-Ungarn; gestorben 16. Januar 1987 in Ost-Berlin) war ein österreichisch-deutscher Diplomat und Schriftsteller.

## Leben
Walter Kleins Vater betrieb in Wien das gut gehende Handelsunternehmen Klein & Klein. Der 1923 geborene Bruder Eduard Klein arbeitete später ebenfalls als Schriftsteller. Nach dem Anschluss Österreichs 1938 floh er mit seinem Vater und dem Bruder Eduard in die Tschechoslowakei, von dort 1939 nach Frankreich und von dort nach Chile. Er arbeitete im jüdischen Hilfsverein HICEM und war Mitgründer des chilenischen Komitees Alemania Libre. 
1940 wurde er in die Kommunistische Partei Chiles aufgenommen. Im Jahr 1955 kehrte er nach Europa zurück und ging in die DDR. 
Er fand eine Beschäftigung als leitender Referent für den Nahen Osten in der Kammer für Außenhandel. 1960/61 war er Leiter der DDR-Handelsvertretung in Kuba und dort bis 1965 Handelsrat an der DDR-Mission und DDR-Botschaft. 1965 bis 1968 leitete er die Vertretung der Kammer für Außenhandel in Brasilien. Ab 1968 war er in Berlin Mitarbeiter beim Ministerium für Innerdeutschen Handel und Außenhandel und war als Protokollchef bei der Akademie der Wissenschaften der DDR beschäftigt. 
Ab den 1970er Jahren schrieben er und seine Frau, die Übersetzerin und Schriftstellerin Lene Klein geborene Lena van Düren, Jugendbücher zu lateinamerikanischen Themen. Klein war Mitglied des Schriftstellerverbandes der DDR und der SED. Er erhielt 1964 die Verdienstmedaille und 1968 den Vaterländischen Verdienstorden.

## Werke (Auswahl)
- Junger Mann aus Wien. Ein Lebensbericht. Verlag Neues Leben, Berlin 1988, ISBN 3-355-00645-9.
- mit Lene Klein: Das Fest im Urwald. Kinderbuchverlag, Berlin 1983.
- mit Lene Klein: Das Palmenreich. 1. Auflage, Verlag Neues Leben, Berlin 1979.
- mit Lene Klein: Der Sohn des Sertão. Verlag Neues Leben, Berlin 1978.
- mit Lene Klein: Tagebuch des Chilenen Federico W. Brockhaus, VEB, Leipzig 1977.
- mit Lene Klein: Brasilianisches Mosaik. Brockhaus, VEB, Leipzig 1972.
- mit Lene Klein: Begegnung mit Chile. Brockhaus, Leipzig 1971.